# Vékonycsőrű mézevő
A vékonycsőrű mézevő (Meliphaga orientalis) a madarak osztályának verébalakúak (Passeriformes) rendjébe és a mézevőfélék (Meliphagidae) családjába tartozó faj.
A magyar név forrással nincs megerősítve.

## Előfordulása
Indonézia és Pápua Új-Guinea területén honos. A természetes élőhelye szubtrópusi és trópusi síkvidéki és hegyi esőerdők, valamint erősen leromlott egykori erdők. Állandó, nem vonuló faj.

## Alfajai
- Meliphaga orientalis becki Rand, 1936
- Meliphaga orientalis citreola Rand, 1941
- Meliphaga orientalis facialis Rand, 1936
- Meliphaga orientalis orientalis (A. B. Meyer, 1894)

## Megjelenése
Átlagos testtömege 18 gramm.